# Limiar de originalidade

A Justiça alemã determinou que o logotipo da ARD não alcança o limiar da originalidade, sendo portanto isento de direitos autorais

Limiar de originalidade é um limite na lei de direitos autorais que separa trabalhos com direitos autorais registrados de trabalhos não-autorais baseados segundo o princípio que só os trabalhos originais podem qualificar-se como propriedade intelectual. Na lei de direitos autorais dos Estados Unidos, este princípio foi invocado na lei do Tribunal da Suprema Corte dos Estados Unidos no caso da Feist Publications contra Rural Telephone Service em 1991. A opinião do tribunal afirmou que os direitos autorais só são concedidos "a trabalhos da autoria" encontrando este limiar mínimo de originalidade, como tal, mero trabalho, se não original, não tinha direitos autorais.
A interpretação legal era derivada da Cláusula dos Direitos Autorais da Constituição dos Estados Unidos que concede ao Congresso o poder para "promover o progresso da ciência e artes úteis, assegurando durante tempos limitados aos autores e inventores o direito exclusivo às suas respetivas escritas e descobertas."
Esta exigência estabelece uma barra muito baixa para originalidade sob a lei dos Estados Unidos; os anúncios e os mapas são protegidos. Mas a expressão de alguns métodos óbvios de compilação e computação como as páginas amarelas ou formas em branco não podem receber  direitos autorais, demonstrado em Morrissey v. Procter & Gamble.  Contudo, se um trabalho sem as exigências mínimas de originalidade contiver alguns elementos com direitos autorais registrados - um parágrafo que descreve as páginas amarelas ou desenhos casuais nas formas em branco - aqueles elementos são protegidos com direitos autorais estreito.
A significação de "originalidade" naquele contexto pode ser enganosa e deve ser clarificada: neste caso, não significa "não tendo nunca ocorrido ou existido antes" (que equivaleria à proteção de algo novo, como em patentes), mas "vindo de alguém como o criador / autor" (à medida que a criação de qualquer maneira reflete a personalidade deste autor).